# Martin Rietveld
Martin Rietveld (* 28. April 1952 in Rotterdam) ist ein ehemaliger niederländischer Radrennfahrer.

## Sportliche Laufbahn
Rietveld war im Bahnradsport und im Straßenradsport aktiv. Seine Spezialdisziplin war das Steherrennen. Er hatte seinen bedeutendsten sportlichen Erfolg mit dem Gewinn der Bronzemedaille im Steherrennen der Amateure bei den Bahnradsport-Weltmeisterschaften 1978. Titelträger wurde Rainer Podlesch aus Deutschland.
Bei den nationalen Meisterschaften im Steherrennen wurde er 1980 und 1981 Dritter. 1975 wurde er Vize-Meister im Dernyrennen hinter Martin Venix, 1976 kam er auf der dritten Rang.
Auf der Straße gewann er 1978 eine Etappe im Sealink International Grand Prix.